# Renata Lotaryńska
Renée de Lorraine (ur. 20 kwietnia 1544 w Nancy, zm. 22 maja 1602 w Monachium) – księżniczka Lotaryngii, od śmierci teścia Albrechta V 24 października 1579 księżna Bawarii (w 1597 jej mąż Wilhelm V Pobożny abdykował na rzecz syna Maksymiliana I).

## Życiorys
Była córką księcia Lotaryngii Franciszka I i jego żony księżnej Krystyny. 22 lutego 1568 w Monachium poślubiła przyszłego księcia Bawarii – Wilhelma V Pobożnego. Para miała dziesięcioro dzieci:
- księcia Krzysztofa (1570-1570)
- księżniczkę Krystynę (1571-1580)
- Maksymiliana I (1573-1651), kolejnego księcia i później pierwszego elektora Bawarii
- księżniczkę Marię Annę (1574-1616), przyszłą arcyksiężną Austrii
- księcia Filipa Wilhelma (1576-1598), późniejszego biskupa Ratyzbony i kardynała
- księcia Ferdynanda (1577-1650), późniejszego arcybiskupa elektora Kolonii
- księżniczkę Eleonorę Magdalenę (1578-1579)
- księcia Karola (1580-1587)
- księcia Alberta (1584-1666)
- księżniczkę Magdalenę (1587-1628), późniejszą księżną Palatynatu-Neuburg